# Elliott Bay
Die Elliott Bay ist ein Teil der zentralen Region des Puget Sound im US-Bundesstaat Washington, der sich südostwärts zwischen dem westlichsten Punkt von Seattle – West Point – im Norden und dem westlichsten Punkt von West-Seattle – Alki Point – im Süden erstreckt. Seattle wurde an diesem Gewässer in den 1850er Jahren gegründet und ist seitdem so gewachsen, dass es die Bucht vollständig umschließt. Die Verbindung, die sie zum Pazifik darstellt, war ein Schlüsselelement in der Wirtschaft der Stadt, der es ermöglichte, den Hafen von Seattle zu einem der meistgenutzten in den Vereinigten Staaten zu machen.
Die Elliott Bay ist 21 km² groß. Der Duwamish River mündet hier in den Puget Sound.

## Geschichte

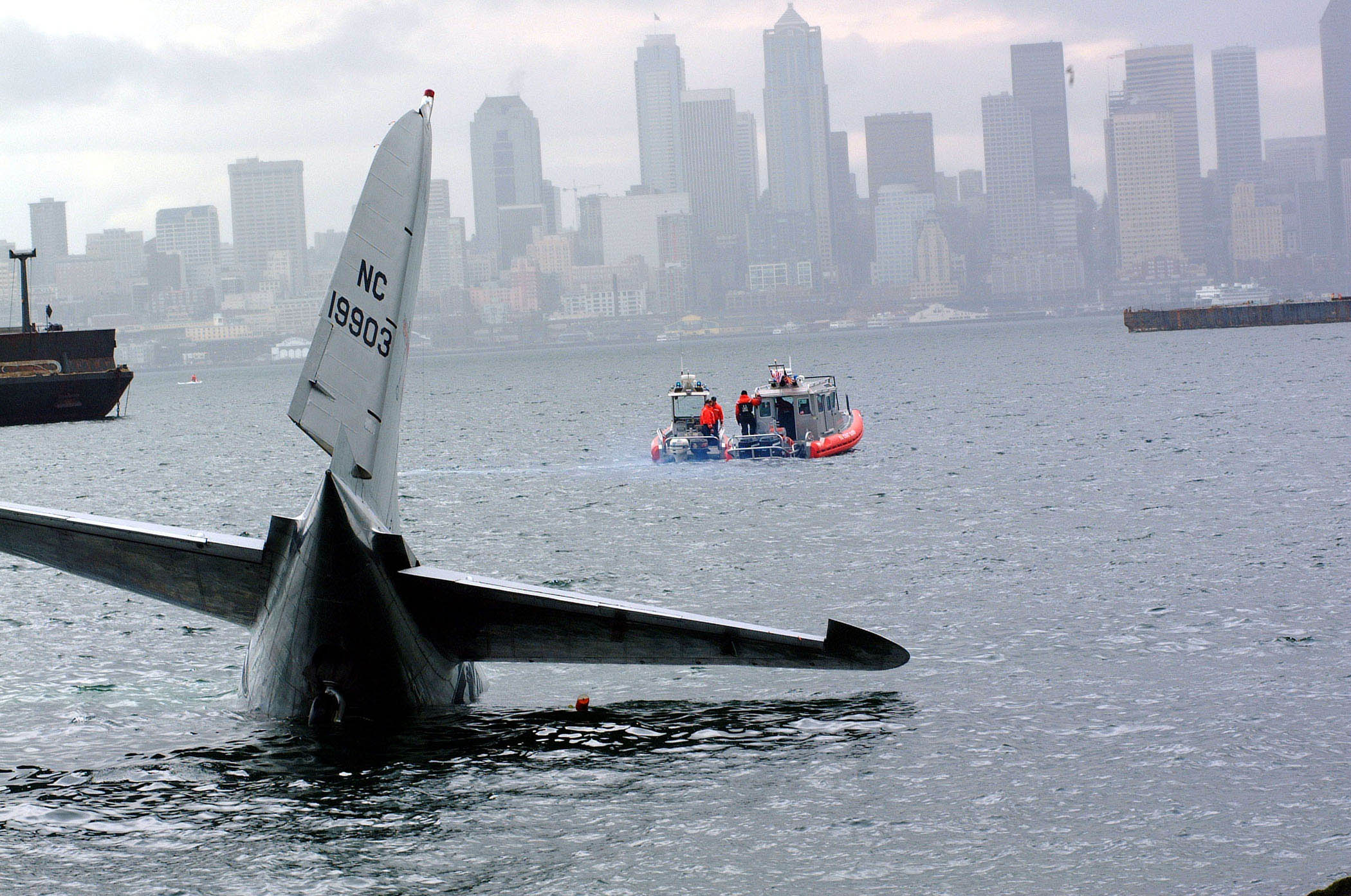
Notwasserung einer Boeing 307 in der Elliott Bay am 28. März 2002

Die Duwamish lebten Jahrtausende in der Umgebung der Elliott Bay und des Duwamish River und gründeten mindestens 17 Siedlungen, bis die weißen Siedler in den 1850er Jahren hier Fuß fassten. Zu den ersten weißen Siedlungen gehörte New York Alki, die von Mitgliedern der Denny Party, eines Wagenzugs unter der Führung von Arthur A. Denny, gegründet wurde; heute findet sich hier das Stadtviertel Alki Point in West-Seattle. Nach einem harten Winter zogen sie jedoch zum heutigen Pioneer Square um, einen Ort, der später Seattle genannt wurde. Über die Jahre dehnte sich die Stadt aus und bedeckte das gesamte Ufer der Elliott Bay. Die Stadt erklärte die Bucht zu einem ihrer schiffbaren Gewässer.
Die Bucht wurde 1841 während der Wilkes-Expedition benannt, es ist jedoch nicht bekannt, nach wem. Kandidaten sind einige Mitglieder der Expedition: der Schiffskaplan Jared Elliott, der Schiffsjunge George Elliott und der Seekadett Samuel Elliott. Letzterer scheint der wahrscheinlichste Namensgeber. Commodore Jesse Elliott, ein Offizier der U.S. Navy, wurde auch als mögliche Quelle des Namens vorgeschlagen. Die Bucht wird auch als Duwamish Bay und Seattle Harbor aufgeführt, insbesondere bevor das United States Board on Geographic Names den Namen 1895 offiziell mit „Elliott Bay“ festsetzte.
Eine lokale Legende besagt, dass die Puget Sound Mosquito Fleet, welche im frühen 20. Jahrhundert ihren Gipfel erreichte, von einem „Seattleite“ (Einwohner von Seattle) stammt, der über die Elliott Bay hinweg die Flotte sah und bemerkte, ihre Aktivität ähnele der von Moskitos. Zwei bemerkenswerte Untergänge, die mit der Mosquito Fleet zu tun hatten, ereigneten sich in der Bucht: der Untergang des Dampfbootes Dix 1906, bei dem Dutzende Tote zu beklagen waren, und der des Raddampfers Multnomah 1911. Die kommerzielle Personenschifffahrt ging schließlich ein, als Autos und Fähren immer beliebter wurden.
Das letzte verbliebene Modell einer Boeing 307 stürzte 2002 während eines abschließenden Testfluges vom Boeing Field nach Everett in die Elliott Bay. Das Flugzeug (Flying Cloud) war Gegenstand eines achtjährigen Restaurierungs-Projekts; es schien für die Ausstellung im National Air and Space Museum bereit zu sein. Trotz des Unfalls wurde die Maschine erneut restauriert, zur Smithsonian Institution geflogen und dort ausgestellt.

## Beschreibung

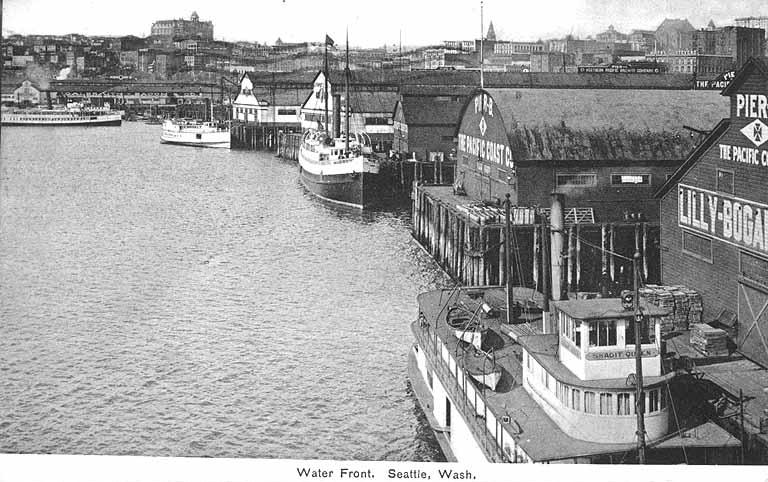
Die Elliott Bay und die Uferfront von Seattle, Blick nach Norden vom Dock der Pacific Coast Co. (ca. 1907)

West Point und Alki Point sind die in den Puget Sound hineinragenden Landspitzen, die als nördlicher bzw. südlicher Eingang zur Elliott Bay gelten. Eine zwischen diesen Punkten gezogene Linie trennt die Bucht im Osten vom offenen Sund im Westen. Präziser wurde die Bucht als östlich einer Linie vom Duwamish Head nordwärts zum Magnolia Bluff definiert. Der Duwamish River ergießt sich in den südöstlichen Teil der Bucht. Dieses Gebiet wurde im 20. Jahrhundert vom Menschen extrem überformt, indem der Fluss kanalisiert und das Watt aufgefüllt wurde, um die Harbor Island zu schaffen, die einst eine der größten künstlichen Inseln der Welt war. Westlich des Flussdeltas ragt das Land nördlich in die Bucht und bildet Duwamish Head. Östlich liegt, in Richtung Norden und Nordwesten, das Herz von Seattle, der Alaskan Way Seawall (ein Küstenschutzdamm), die Central Waterfront (der am stärksten urbanisierte Bereich) von Seattle, und Smith Cove.
Die Elliott Bay beherbergt den Hafen von Seattle, welcher 2002 hinsichtlich des Umschlags nach TEU bei Containerschiffen der neuntgrößte Seehafen der USA war; weltweit belegte er Platz 46. Kreuzfahrtschiffe, die Touren nach Alaska anbieten, gewannen in den 2000er Jahren zunehmend an Bedeutung. In der Bucht befindet sich auch das Colman Dock, das Hauptterminal des Fährensystems von Washington, das größte in den Vereinigten Staaten. Die Schiffe verkehren regelmäßig von Seattle nach Bainbridge Island und Bremerton. Die Route nach Winslow auf Bainbridge Island ist hinsichtlich der transportierten Fahrzeuge und Passagiere die am stärksten befahrene im Fährensystem. Das King County Water Taxi, eine ausschließlich Passagiere befördernde Fähre, verkehrt quer über die Bucht und verbindet Downtown Seattle mit West-Seattle (vom Seacrest Dock aus) und Vashon Island.

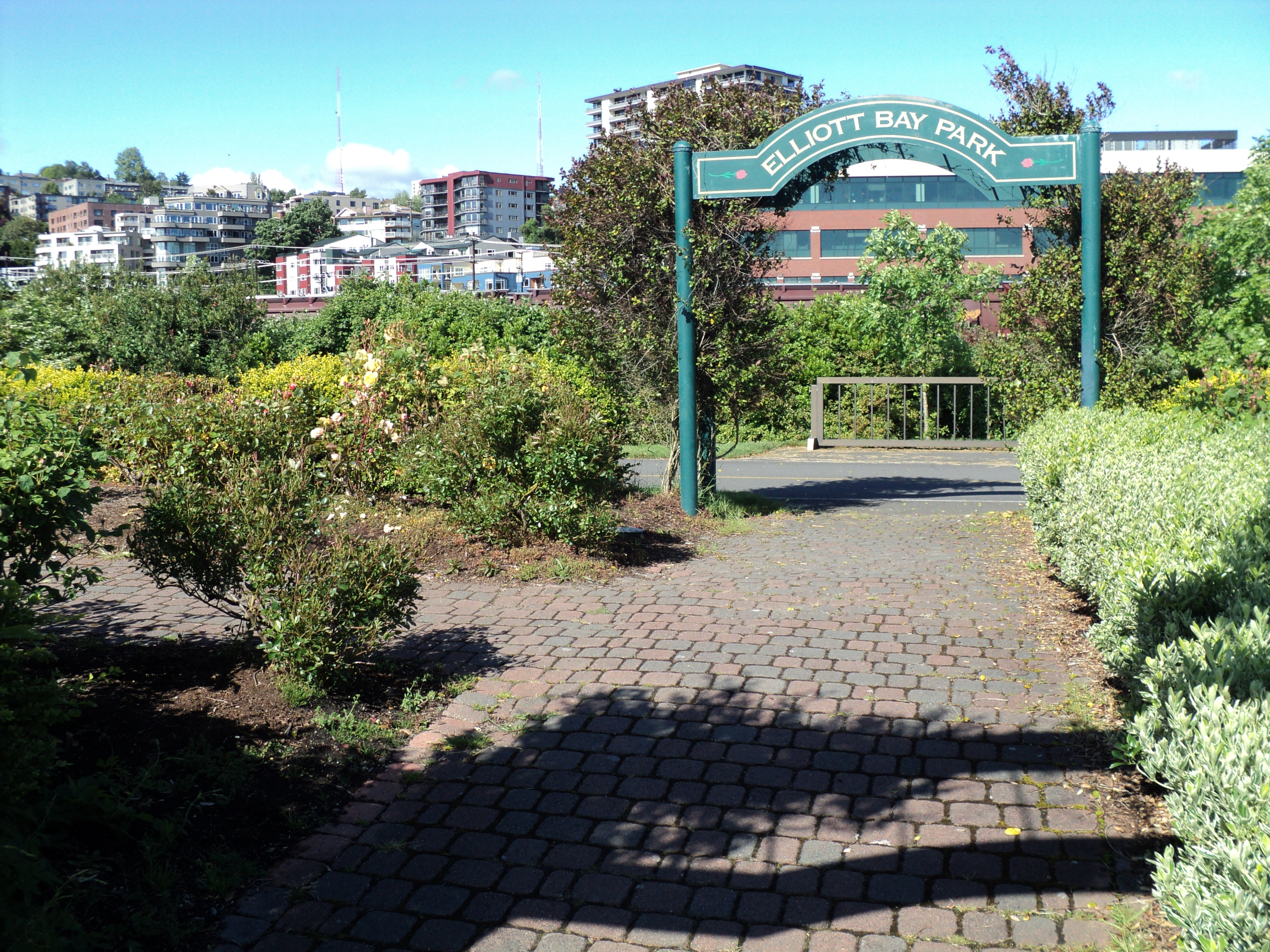
Der Elliott Bay Park an der Seattle Waterfront in Downtown Seattle

Zwei Marinas gibt es an der Elliott Bay. Die größere von beiden, die Elliott Bay Marina, befindet sich in Privatbesitz und liegt in den Stadtvierteln Magnolia und Interbay an der Smith Cove; sie hat 1.200 Liegeplätze. Die Bell Harbor Marina wird vom Hafen Seattle betrieben und befindet sich an der Central Waterfront im Stadtteil Belltown. Bis zu 70 Schiffe können dort festmachen.
Zahlreiche Piers ragen in die Bucht, insbesondere entlang der Seattle Central Waterfront. Die Piers 57 und 59 beherbergen touristische Ziele wie das Seattle Great Wheel (ein Riesenrad) und das Seattle Aquarium. Auf Pier 67 befindet sich das Edgewater Hotel, ein vierstöckiges Hotel mit 223 Zimmern, das einzige über dem Wasser gebaute Hotel in der Gegend. Pier 86 ist ein von der Louis Dreyfus Group betriebenes speziell für den Getreideversand ausgelegtes Terminal. Das Getreide wird zu den Frachtschiffen über den Elliott Bay Trail hinweg und durch einen kleinen Uferpark transportiert, welcher auch eine öffentliche Angel-Pier  nahe der Smith Cove hat. In der Cove liegt Terminal 91, welche über die Jahre hinweg verschiedenen Zwecken diente, darunter als Lager für importierte Autos und Fisch. Kürzlich wurde sie zum Dock für die Alaska-Kreuzfahrtschiffe. Im Süden, in West-Seattles Seacrest Park, gibt es eine weitere öffentliche Angel-Pier und ein für Taucher ausgewiesenes Gebiet.
Da sie als prominenter Aspekt in Seattles Geographie gilt, wird die Bucht häufig in den Medien reflektiert. The Real World: Seattle, die 1998er Staffel von MTVs Reality-TV-Serie, wurde an Pier 70 an der Bucht aufgenommen. Die fiktiven Elliott Bay Towers, das Heim von Dr. Frasier Crane aus der Fernsehserie Frasier, sind nach der Bucht benannt. In Staffel 3 des in Seattle verorteten Krimi-Dramas The Killing sitzt der verdächtige Ray Seward im fiktiven Elliott Bay Penitentiary ein. Eine vereinfachte Karte der Elliott Bay wird im „Maps“-Icon in Microsofts Smartphone-Betriebssystem Windows Phone 7 verwendet. Microsoft hat sein Hauptquartier in der Metropolregion Seattle.

## Ökologie
Die Elliott Bay war ein Brennpunkt von Umweltproblemen. Urbane und industrielle Entwicklung entlang seiner Ufer sowie an denen des Duwamish River, die zu diesen führten, hatten Besorgnis über das Maß der in die Gewässer abgegebenen Schadstoffe erregt. Am südlichen Ufer gibt es zwei Örtlichkeiten, die mit Hilfe des Superfunds, eines Bundesprogramms für die Beseitigung von Umweltproblemen, bereinigt wurden: Harbor Island und der frühere Standort von Lockheed West Seattle. Mehrere weitere Standorte wurden als Kandidaten für Sanierungsarbeiten ausgezeichnet, darunter der Standort der Pacific Sound Resources und weitere am unteren Duwamish.
Das Ufer in Downtown Seattle bietet nur einen wenig geeigneten Lebensraum für junge Lachse, die aus dem Duwamish River kommen, da unter den Piers nicht genug Helligkeit herrscht und weil am vertikal aufragenden Alaskan Way Seawall die Nahrung fehlt. Ein Restaurierungsprojekt für den Seawall zielt auf die Verbesserung der Lebensraumbedingungen ab, indem unter Wasser Strukturen eingebracht werden, die Untiefen schaffen, wo die Lachse Nahrung finden können. Außerdem wurden Glasbausteine in die freischwebend über die Bucht gebauten Bürgersteige eingelassen, so dass das Sonnenlicht die künstlichen Untiefen an den Piers beleuchten kann.